# Neckargartacher Automobil

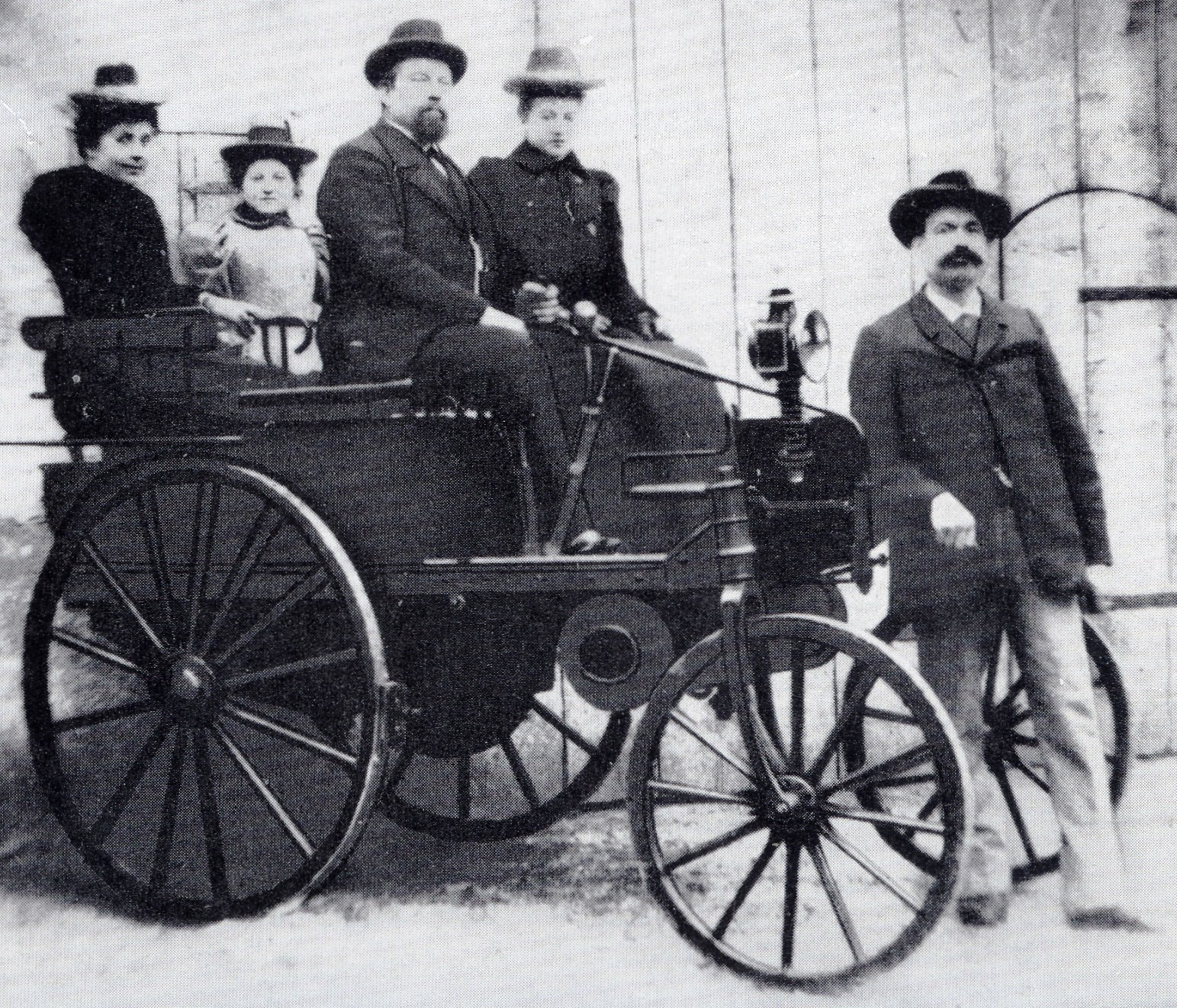
Das Neckargartacher Auto (1895)

Das Neckargartacher Automobil war das erste Automobil, das im Raum Heilbronn gebaut worden ist.
Das Fahrzeug wurde in den Jahren 1893 bis 1900 anhand von technischen Beschreibungen und Vorbildern in Neckargartach gebaut, hatte das Äußere eines Jagdwagens und konnte mit etwa 8 PS 40 km/h erreichen. Erstmals hatte das Automobil einen 2-Zylinder-Motor, der zu einem einheitlichen Block zusammengegossen worden war. Am Bau des Automobils waren der Schmiedemeister Göhring (auf dem Foto links oben auf dem Wagen sitzend) und der Mechaniker Franz Steinrück (stehend auf der rechten Bildseite) aus Neckargartach beteiligt.